# Ron Sutter
Ronald T. "Ron" Sutter, född 2 december 1963, är en kanadensisk före detta professionell ishockeyforward som tillbringade 19 säsonger i den nordamerikanska ishockeyligan National Hockey League (NHL), där han spelade för ishockeyorganisationerna Philadelphia Flyers, St. Louis Blues, Quebec Nordiques, New York Islanders, Boston Bruins, San Jose Sharks och Calgary Flames. Han producerade 535 poäng (205 mål och 330 assists) samt drog på sig 1 354 utvisningsminuter på 1 093 grundspelsmatcher. Sutter spelade också för Phoenix Roadrunners i International Hockey League (IHL) och Lethbridge Broncos i Western Hockey League (WHL).
Han draftades i första rundan i 1982 års draft av Philadelphia Flyers som fjärde spelare totalt.
Efter spelarkarriären, som avslutades 2001, är han anställd hos Calgary Flames och har arbetat som talangscout, utvecklingstränare och chef för spelarutveckling.
Han ingår i släkten Sutter och är broder till Brent Sutter, Brian Sutter, Darryl Sutter, Duane Sutter och Rich Sutter (tvilling) och farbror till Brandon Sutter, Brody Sutter och Brett Sutter, som alla har spelat alternativt spelar i NHL.

## Statistik
| 1979–1980  | Red Deer Rustlers   | AJHL       | 60   | 12  | 33  | 45  | 44   | 13  | 6  | 21 | 18 | 26  |
| 1980–1981  | Lethbridge Broncos  | WHL        | 72   | 13  | 32  | 45  | 152  | 9   | 2  | 5  | 7  | 29  |
| 1981–1982  | Lethbridge Broncos  | WHL        | 59   | 38  | 54  | 92  | 207  | 12  | 6  | 5  | 11 | 28  |
| 1982–1983  | Philadelphia Flyers | NHL        | 10   | 1   | 1   | 2   | 9    | —   | —  | —  | —  | —   |
|            | Lethbridge Broncos  | WHL        | 58   | 35  | 48  | 83  | 98   | 20  | 22 | 19 | 41 | 45  |
| 1983–1984  | Philadelphia Flyers | NHL        | 79   | 19  | 32  | 51  | 101  | 3   | 0  | 0  | 0  | 22  |
| 1984–1985  | Philadelphia Flyers | NHL        | 73   | 16  | 29  | 45  | 94   | 19  | 4  | 8  | 12 | 28  |
| 1985–1986  | Philadelphia Flyers | NHL        | 75   | 18  | 42  | 60  | 159  | 5   | 0  | 2  | 2  | 10  |
| 1986–1987  | Philadelphia Flyers | NHL        | 39   | 10  | 18  | 28  | 69   | 16  | 1  | 7  | 8  | 12  |
| 1987–1988  | Philadelphia Flyers | NHL        | 69   | 8   | 25  | 33  | 146  | 7   | 0  | 1  | 1  | 26  |
| 1988–1989  | Philadelphia Flyers | NHL        | 55   | 26  | 22  | 48  | 80   | 19  | 1  | 9  | 10 | 51  |
| 1989–1990  | Philadelphia Flyers | NHL        | 75   | 22  | 26  | 48  | 104  | —   | —  | —  | —  | —   |
| 1990–1991  | Philadelphia Flyers | NHL        | 80   | 17  | 28  | 45  | 92   | —   | —  | —  | —  | —   |
| 1991–1992  | St. Louis Blues     | NHL        | 68   | 19  | 27  | 46  | 91   | 6   | 1  | 3  | 4  | 8   |
| 1992–1993  | St. Louis Blues     | NHL        | 59   | 12  | 15  | 27  | 99   | —   | —  | —  | —  | —   |
| 1993–1994  | St. Louis Blues     | NHL        | 36   | 6   | 12  | 18  | 46   | —   | —  | —  | —  | —   |
|            | Québec Nordiques    | NHL        | 37   | 9   | 13  | 22  | 44   | —   | —  | —  | —  | —   |
| 1994–1995  | New York Islanders  | NHL        | 27   | 1   | 4   | 5   | 21   | —   | —  | —  | —  | —   |
| 1995–1996  | Boston Bruins       | NHL        | 18   | 5   | 7   | 12  | 24   | 5   | 0  | 0  | 0  | 8   |
| 1996–1997  | San Jose Sharks     | NHL        | 78   | 5   | 7   | 12  | 65   | —   | —  | —  | —  | —   |
| 1997–1998  | San Jose Sharks     | NHL        | 57   | 2   | 7   | 9   | 22   | 6   | 1  | 0  | 1  | 14  |
| 1998–1999  | San Jose Sharks     | NHL        | 59   | 3   | 6   | 9   | 40   | 6   | 0  | 0  | 0  | 4   |
| 1999–2000  | San Jose Sharks     | NHL        | 78   | 5   | 6   | 11  | 34   | 12  | 0  | 2  | 2  | 10  |
| 2000–2001  | Calgary Flames      | NHL        | 21   | 1   | 3   | 4   | 12   | —   | —  | —  | —  | —   |
| NHL totalt | NHL totalt          | NHL totalt | 1093 | 205 | 330 | 535 | 1352 | 104 | 8  | 32 | 40 | 193 |
| WHL totalt | WHL totalt          | WHL totalt | 189  | 86  | 134 | 220 | 457  | 41  | 30 | 29 | 59 | 102 |